# Haus Nehlen

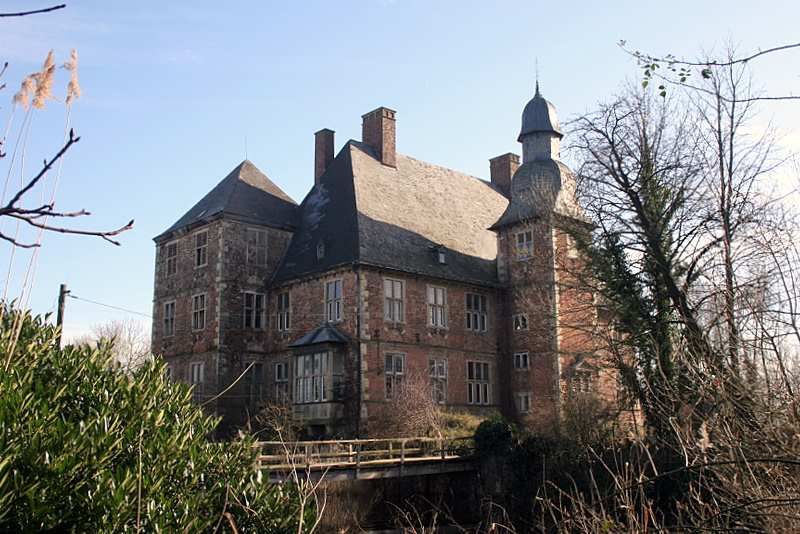
Haus Nehlen

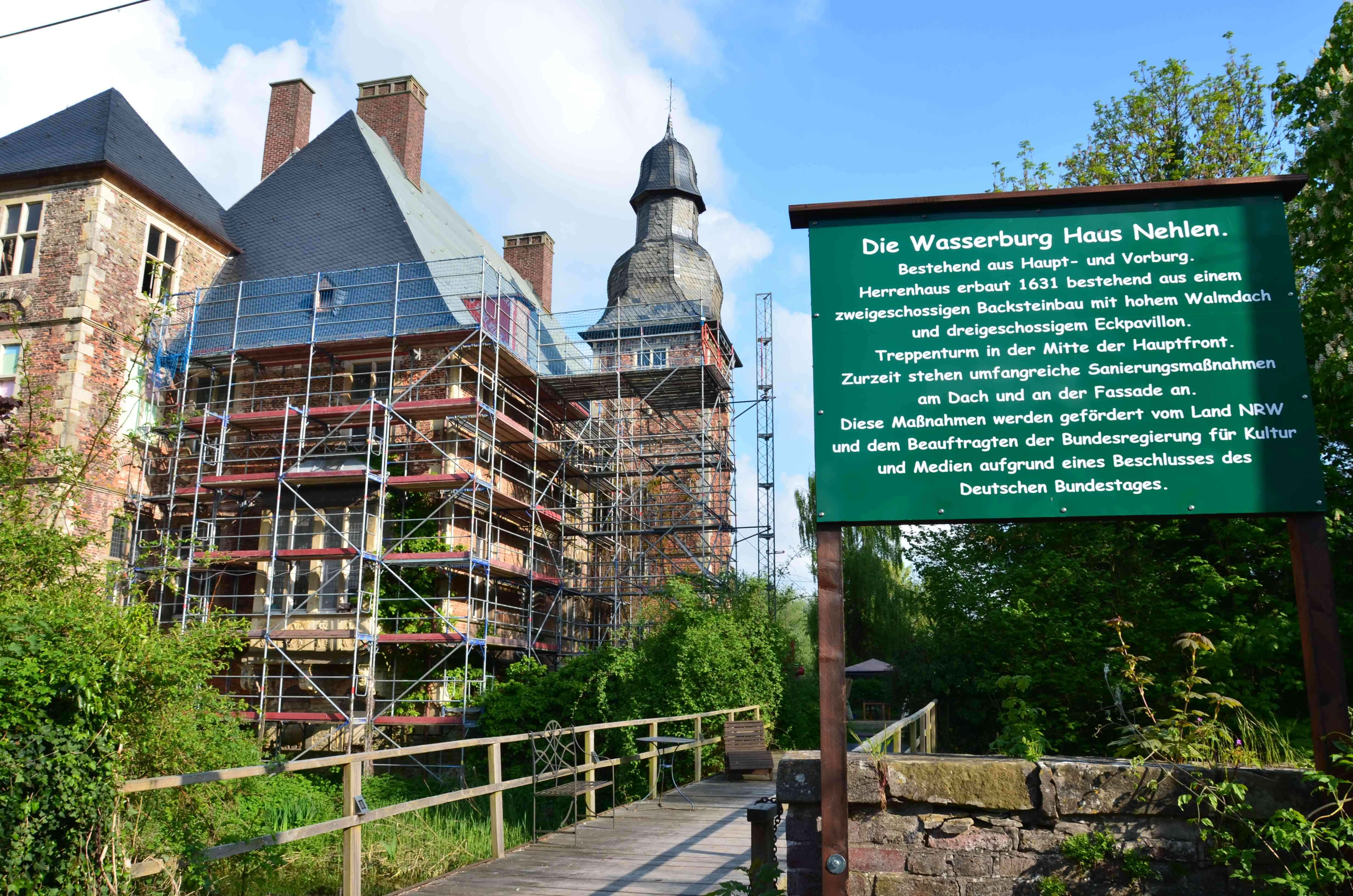
Haus Nehlen 2012

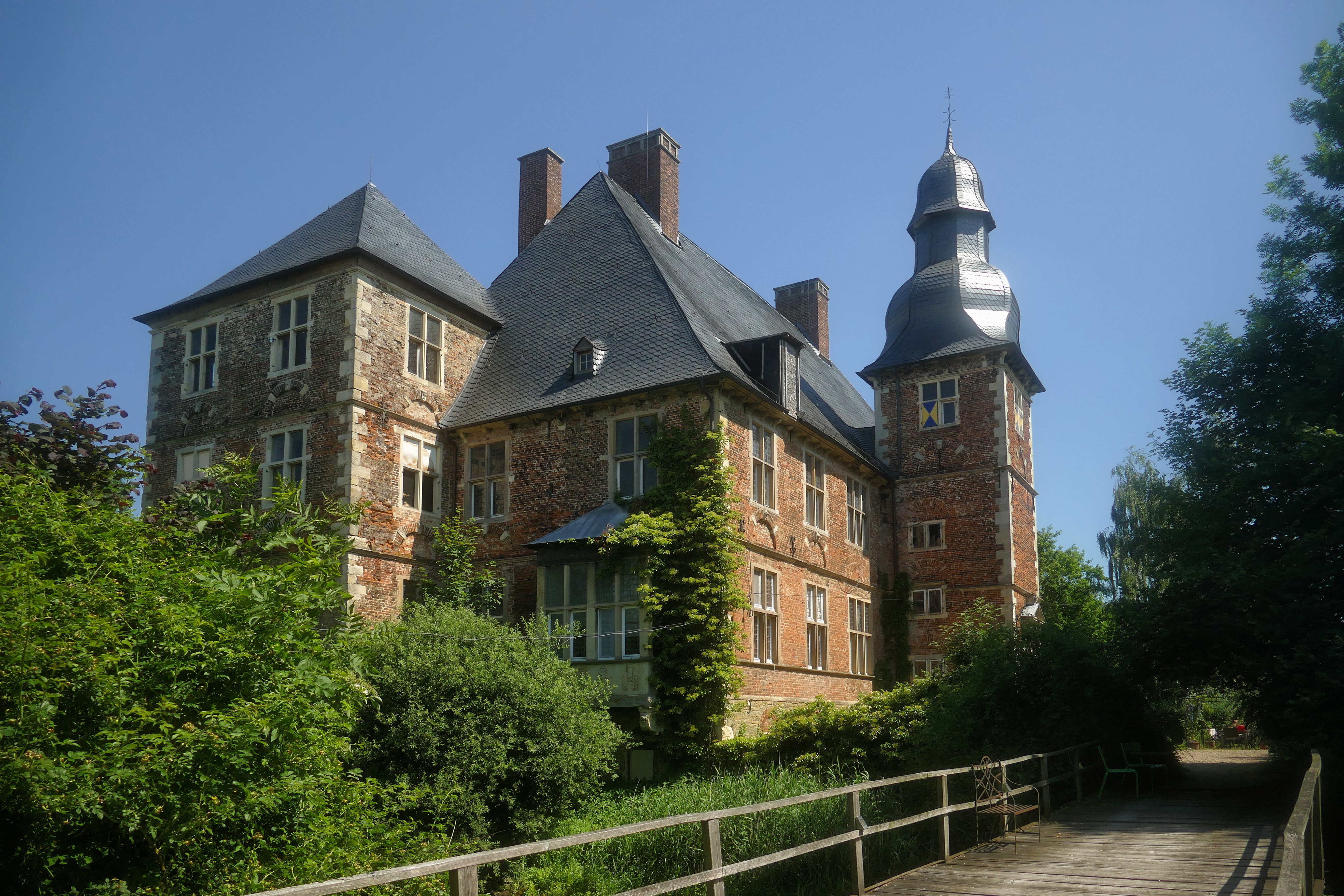
Haus Nehlen Juni 2019

Haus Nehlen steht in Berwicke, einem Ortsteil der Gemeinde Welver im Kreis Soest. Es war ursprünglich eine Wasserburg. Im 17. Jahrhundert wurde die Anlage zu einem Schloss im Stil der Lipperenaissance umgebaut.

## Geschichte
Haus Nehlen wurde erstmals 1268 urkundlich erwähnt. Die Burg diente wohl zum Schutz der nördlichen Grenze der Grafschaft Rüdenberg. Sie war zunächst Stammsitz der Adelsfamilie von Nehlen (auch Nele, Neylen, Nelen oder Neilen). Der Besitz kam 1350 in den Besitz eines Zweiges der Familie von Plettenberg.
Der Bauherr der heute noch existierenden Anlage war der Dompropst in Paderborn und Münster Dietrich von Plettenberg (1550–1634). Er ließ sie für seinen Neffen Wolter Heinrich von Plettenberg erbauen. Der ausführende Architekt war der Dortmunder Steinhauer Dietrich Gerlinckhaus.
Seit dem Ende des 17. Jahrhunderts war Haus Nehlen im Besitz der Familie von Boeselager. In den 1770er Jahren verlegte die Familie ihren Hauptsitz nach Schloss Höllinghofen. Haus Nehlen wurde seither von Pächtern und Verwaltern bewirtschaftet. 1977 ist der Besitz an einen Landwirt übergegangen der das Land um Haus Nehlen noch heute verwaltet.
Heute wohnt eine Familie in der linken Hälfte des Hauses und es lebt und arbeitet der Bildhauer Egbert Broerken in dem Renaissance-Wasserschloss.

## Anlage
Die Anlage mit Vorburg und Kernburg liegt auf zwei Inseln. Erbaut wurden die Gebäude teilweise auf Eichenpfählen. Jenseits dieser von Gräften umgebenen Kernanlage befindet sich ein weiterer Gräftenring, in dessen Innerem sich Wirtschaftsgebäude und Stallungen befinden.
Das Hauptgebäude ist zweigeschossig mit einem hohen Walmdach. Hinzu kommen ein dreigeschossiger Eckpavillon und ein Treppenturm in der Mitte der Hauptfront. Der Eingang im Turm ist reich mit Bauschmuck und Wappen versehen. Eine Steintreppe führt in den Rittersaal, in dem sich ein prächtiger Kamin befindet.
Das Haus Nehlen wurde von Dezember 2011 bis Frühjahr 2013 umfangreich saniert. U. a. wurde der Dachstuhl teilweise erneuert, das Dach neu mit Schiefer eingedeckt, verwitterte Steine im Mauerwerk ausgetauscht, sowie Fenstersimse erneuert.